# Oresbio
Nella mitologia greca, Oresbio fu uno dei guerrieri achei che parteciparono alla guerra di Troia, unendosi alle immense forze schierate da Agamennone e Menelao contro la città di re Priamo.

## Il mito

### Origini
Oresbio viveva ad Ile, città della Beozia, sulle rive del lago Copaide, ad ovest di Tebe (Omero lo cita come lago Cefíside o Cefiso, confondendolo col fiume suo affluente), prosperando in ricchezza e benessere e curando attentamente suoi beni. Era soggetto alla giurisdizione di Peneleo, sovrano della Beozia, che, come riferito, vantava il pieno controllo sulla città di Ile.

### Morte
Si unì all'esercito comandato dal suo sovrano, giunto a Troia con una flotta di quaranta navi, ciascuna contenente centoventi guerrieri a bordo. Tra i suoi beni, Oresbio vantava una lucente armatura dorata che molto risaltava in battaglia ma che non riuscì a proteggerlo dalla morte, descritta nel libro V dell'Iliade. Cadde ucciso per metà da un dio e per metà da un mortale: fu infatti Ettore, sostenuto da Ares in persona, a massacrarlo insieme ad altri suoi compagni che, terrorizzati alla vista del dio della guerra sul campo di battaglia, si lasciarono cogliere da un umano timore.

### Fonti
- Omero, Iliade, libro V, versi 707-710.

### Moderna
- Omero, Iliade, seconda edizione, Torino, Einaudi, 1990, ISBN 978-88-06-17694-5. Traduzione di Rosa Calzecchi Onesti
- Vincenzo Monti, Iliade di Omero, nona edizione, Aroldo Mondadori, 2007, ISBN 978-88-04-53902-5. Traduzione di Manara Valgimigli e Carlo Muscetta